# Пушкинская улица (Пушкин)

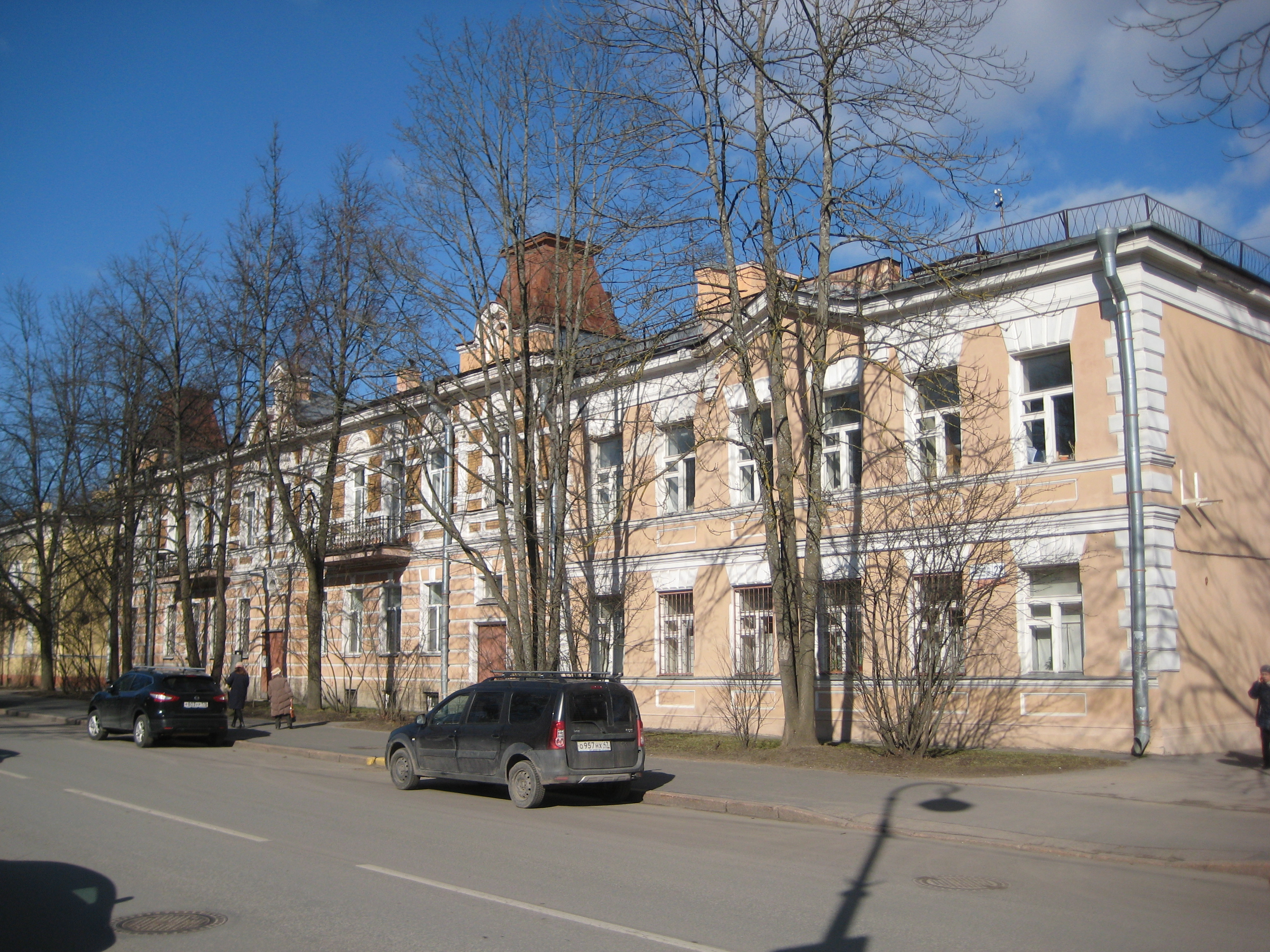
Пушкинская улица, 22 — дом Екатерининской и Госпитальной церковно-приходских школ

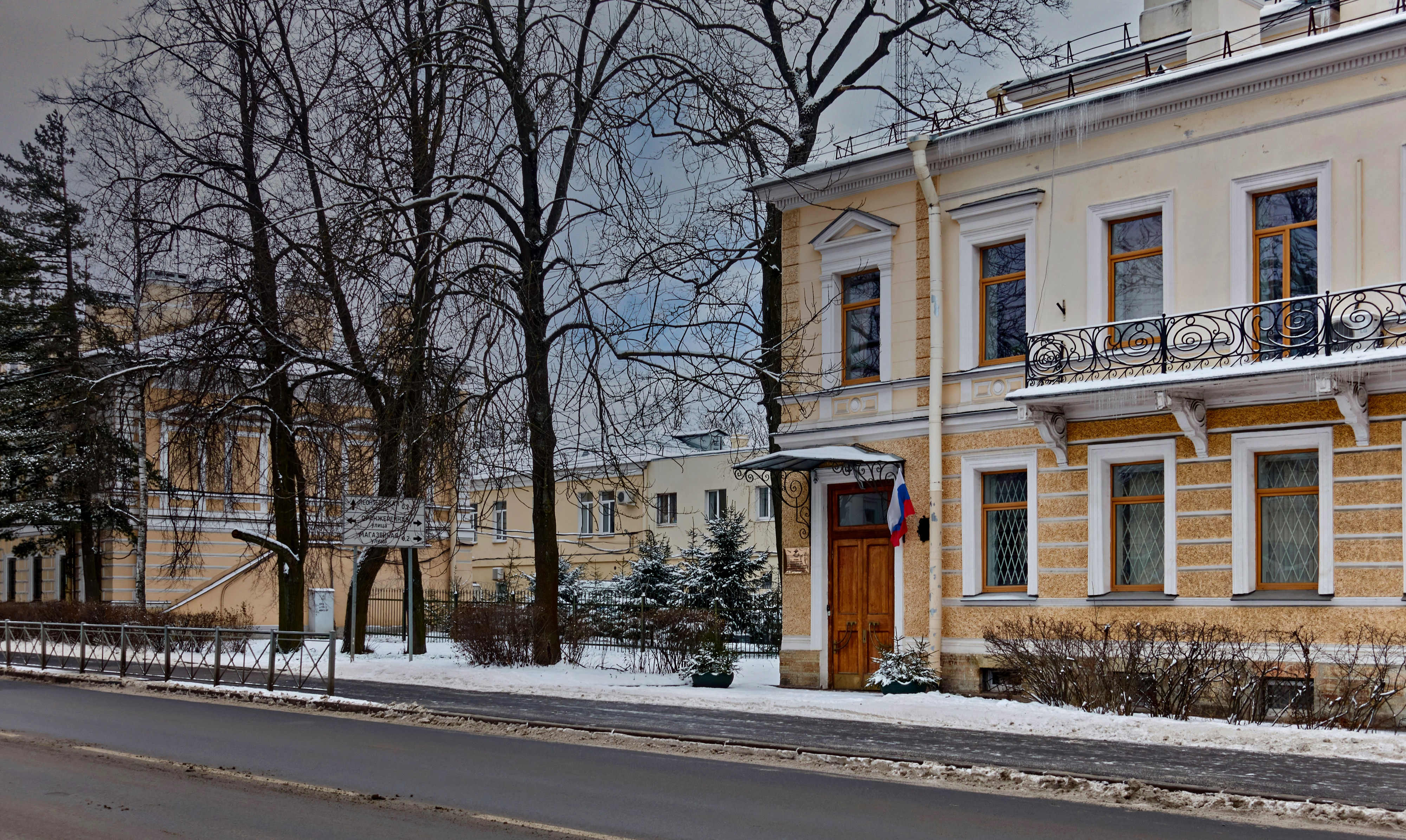
Пушкинская улица, 34 и 36 — дома М. Н. Раевского

Пу́шкинская улица — улица в городе Пушкине (Пушкинский район Санкт-Петербурга). Проходит от Дворцовой до Госпитальной улицы.

## История
Первоначальное название — Ко́лпинская улица. Оно появилось в начале XIX века и связано с тем, что улица вела в направлении села Колпино (ныне город Колпино).
23 мая 1949 года улицу переименовали в Пушкинскую — к 150-летию со дня рождения А. С. Пушкина (он жил в доме 2). Ранее название улица Пушкина носила нынешняя Садовая улица.

## Перекрёстки
- Дворцовая улица
- Церковная улица
- Леонтьевская улица (западный проезд Соборной площади)
- Оранжерейная улица (восточный проезд Соборной площади)
- Конюшенная улица
- Госпитальная улица

## Здания и сооружения
По нечётной стороне
- № 1/17 — дом Олениных
- № 23/29 — дом Звегинцева
- № 9, 13а — Службы казарм Инвалидных гвардейских рот

По чётной стороне
- № 2/19 — дом Китаева
- № 4 — дом Д. Иванова
- № 18, 20 — усадьба Кучумова
- № 22 — дом Екатерининской и Госпитальной церковно-приходских школ, ныне Пушкинский районный суд
- № 26 — дом Яковлева
- № 28 — Царскосельская женская гимназия
- № 32 — жилой дом полицейских чинов
- № 34, 36 — усадьба Раевского